# Canal del Sorbe

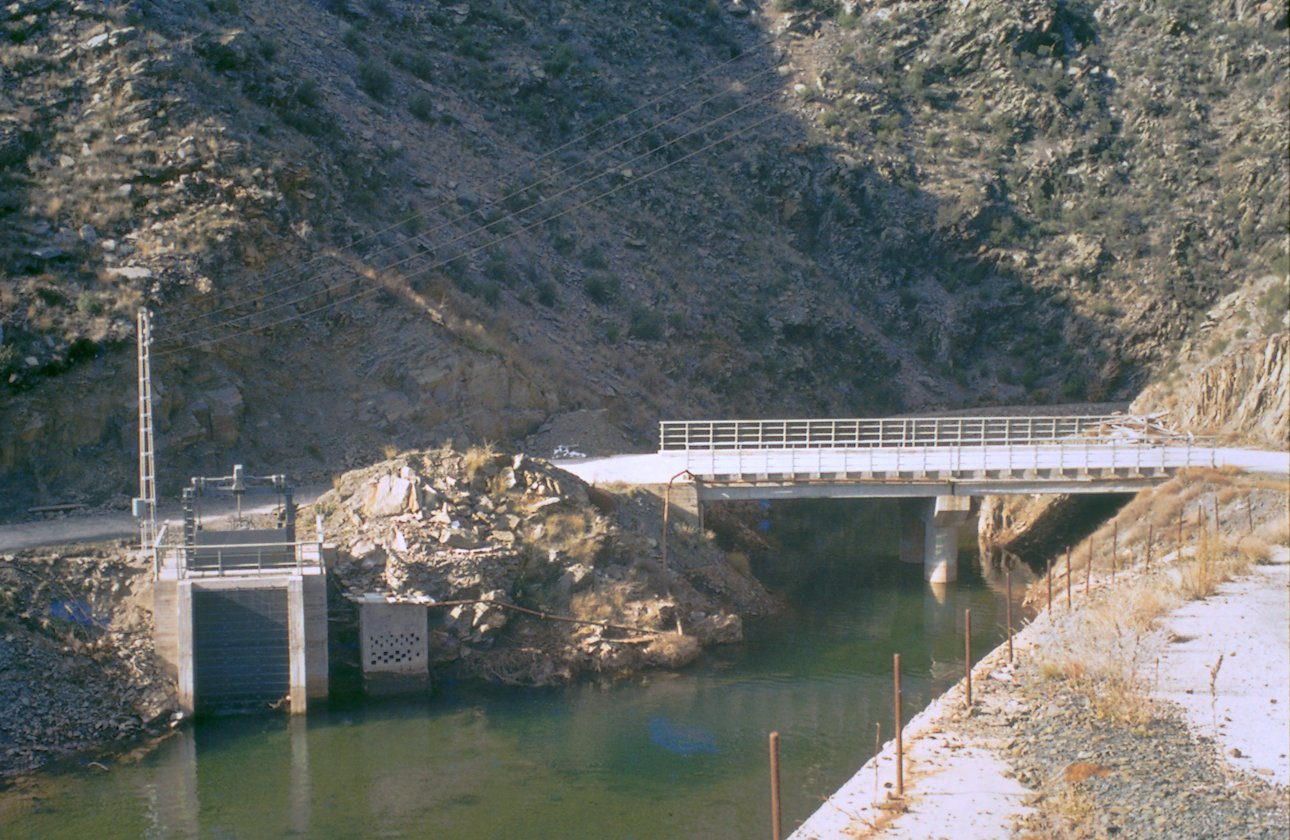
Compuerta de entrada al canal del Sorbe.

El canal del Sorbe fue construido entre los años 1968 y 1971 para conseguir el aprovechamiento de las aguas de la cuenca del Río Sorbe hasta la cerrada del Pozo de los Ramos, en el suministro de agua a Madrid por parte del Canal de Isabel II. La intención era alcanzar el aprovechamiento de los 100 Hm³ anuales que permitía captar la concesión entonces existente. Simultáneamente la Confederación Hidrográfica del Tajo ejecutó las obras del azud Pozo de los Ramos que permitiría introducir las aguas fluyentes del río Sorbe en este canal. Existía la intención de construir posteriormente en este punto un gran embalse con capacidad para 70 Hm³, así como otro embalse todavía mayor, con una capacidad de 280 m³, en el Jarama Medio, antes de la confluencia con el río Lozoya, en el cual se pretendía embalsar parte de las aguas procedentes del Sorbe.

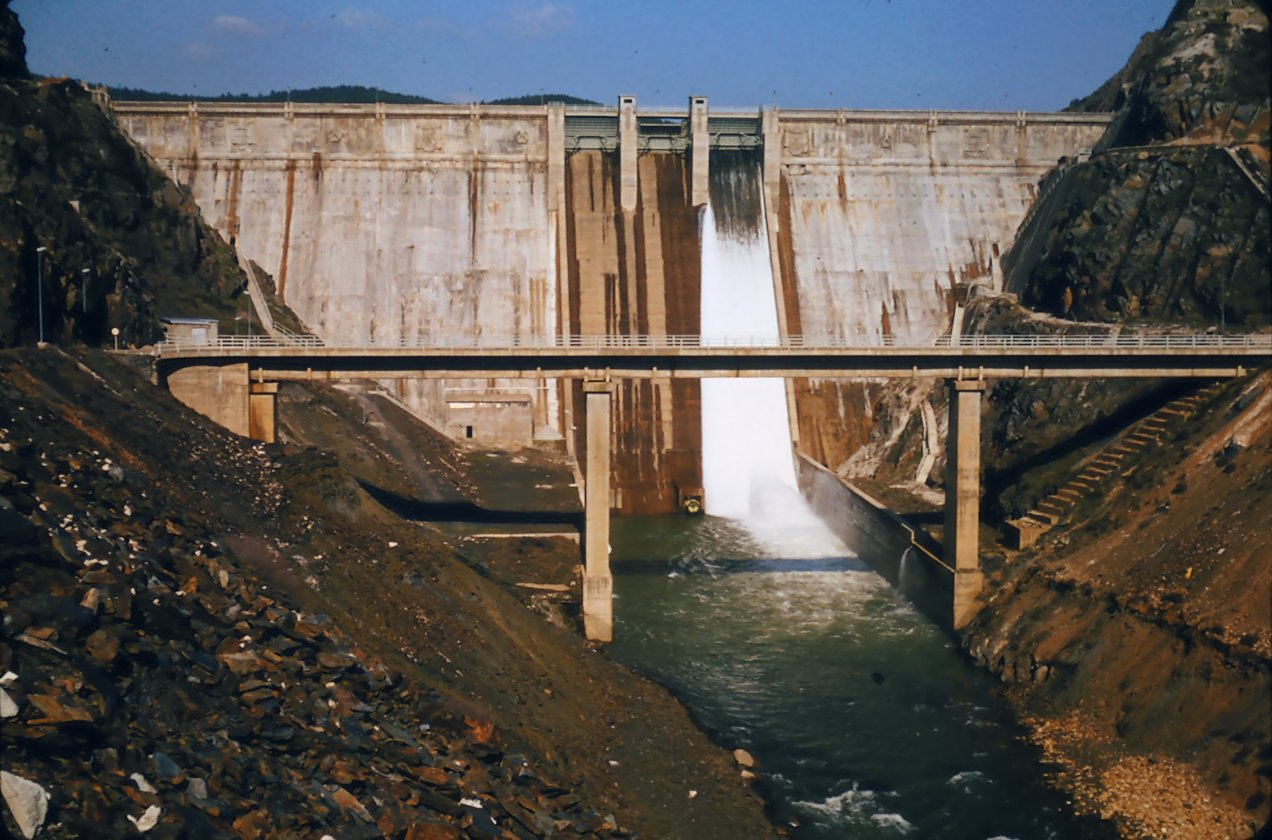
Acueducto final del canal del Sorbe sobre el Jarama.

El canal tiene una longitud total de 9,24 km de las cuales 0,95 km están construidos a cielo abierto; 8,16 km en túnel y 0,13 km en acueducto-viaducto. Admite un caudal de 8 m³/s, siendo su cota de solera en el origen de 895,78 m y en el final 889,95 m.
El canal parte de la compuerta situada en el margen derecho del río, en el punto en que desemboca el arroyo de las Presas o Almiruete, continua por un túnel de 7,20 km, saliendo a continuación a cielo abierto, junto al arroyo de La Virgen, ya tributario del río Jarama, donde desde una cámara-vertedero es posible verter parte o la totalidad del agua circulante por el canal, para, a través de este Arroyo, incorporarse al cauce del Jarama y poder ser embalsada posteriormente. El canal continua a cielo abierto durante 0,95 km, introduciéndose de nuevo en túnel otros 0,96 km. Al volver a salir del túnel, el canal transcurre por un acueducto-viaducto de 130 metros de largo, salvando el cauce del río Jarama, a más de 30 m de altura sobre él, aguas abajo del dique del embalse de El Vado y entroncando con el canal del Jarama junto a la cámara de rotura de presión de la salida del embalse.

## Curiosidades al respecto
En los años siguientes no se construyeron las restantes obras proyectadas, quedando el canal únicamente disponible para transvasar las aguas fluyentes del Sorbe, no utilizadas en los aprovechamientos existentes río abajo. Posteriormente y con la construcción de la Presa de Beleña se dio prioridad al llenado de esta, no permitiéndose extraer agua por este canal hasta que aquella tenía una cota elevada.

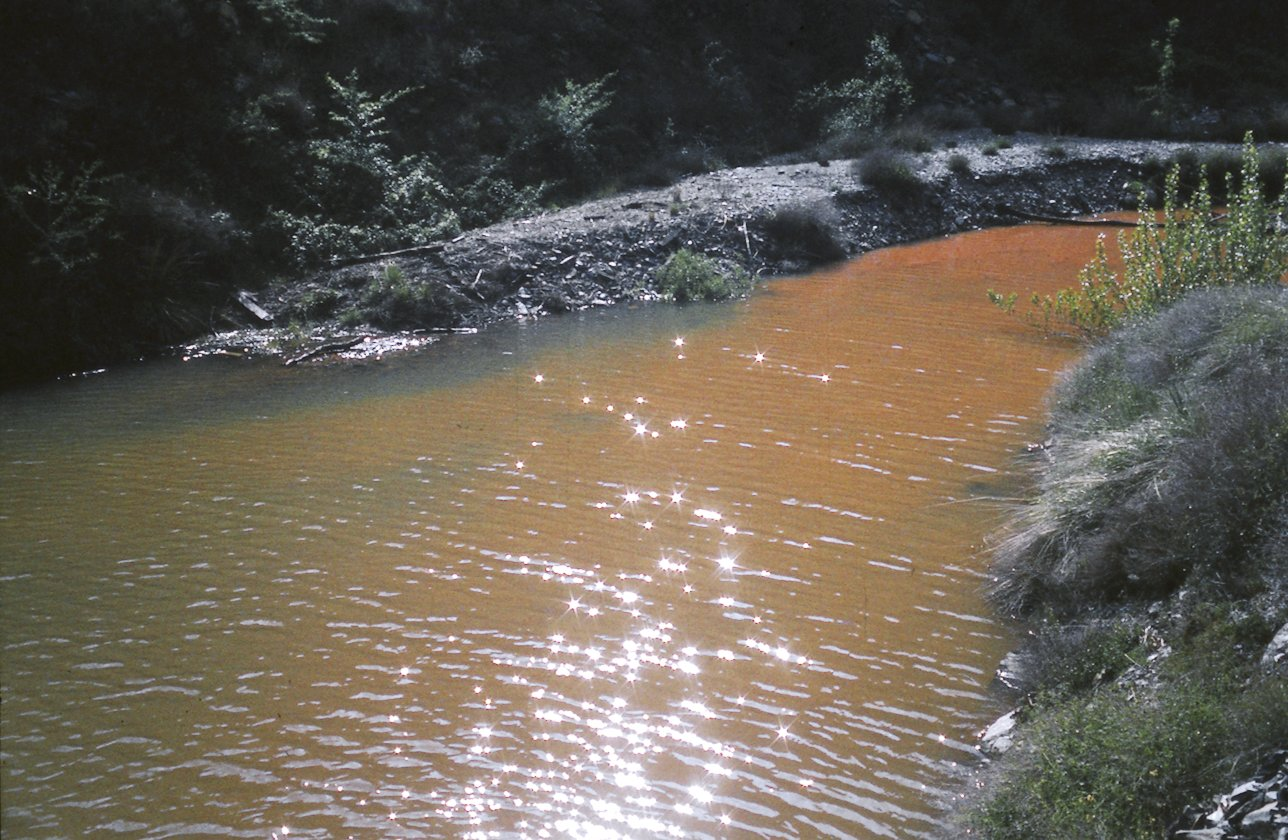
Turbia en el arroyo de Almiruete junto a la compuerta del canal del Sorbe.

Curiosamente, aunque construida para extraer agua del Sorbe, en los años anteriores a la finalización de la obra del embalse de Beleña, se utilizó para, a través de unas tuberías que se tendieron por su interior, y mediante un bombeo que se instaló, trasvasar agua desde el embalse de El Vado, al cauce del Sorbe en los momentos en que el caudal de este no era capaz de satisfacer la demanda de los usuarios de la Mancomunidad de aguas del Sorbe. En las Memorias del Canal de Isabel II de los años 1979
, 1980 y 1981 aparecen contabilizados los Hm³ que se trasvasaron para este fin. Cuando el embalse de Beleña quedó operativo, estas tuberías, que limitaban el caudal de trasvase, al ocupar una parte de su sección, fueron desmontadas.
La situación de la compuerta de entrada al canal, que tenía carácter provisional hasta la construcción de la gran presa, en la que se ubicaría una torre de toma, es tremendamente conflictiva dado que el arroyo de Almiruete desemboca junto a ella y el canal absorbe el agua que baja por el arroyo, antes que la que baja por el Sorbe. Este arroyo se enturbia con mucha facilidad, en cuanto que se producen lluvias de una cierta intensidad. Eso originó que en noviembre de 1976 se produjera un incidente en el agua distribuida en Madrid que alcanzó una turbidez muy elevada.

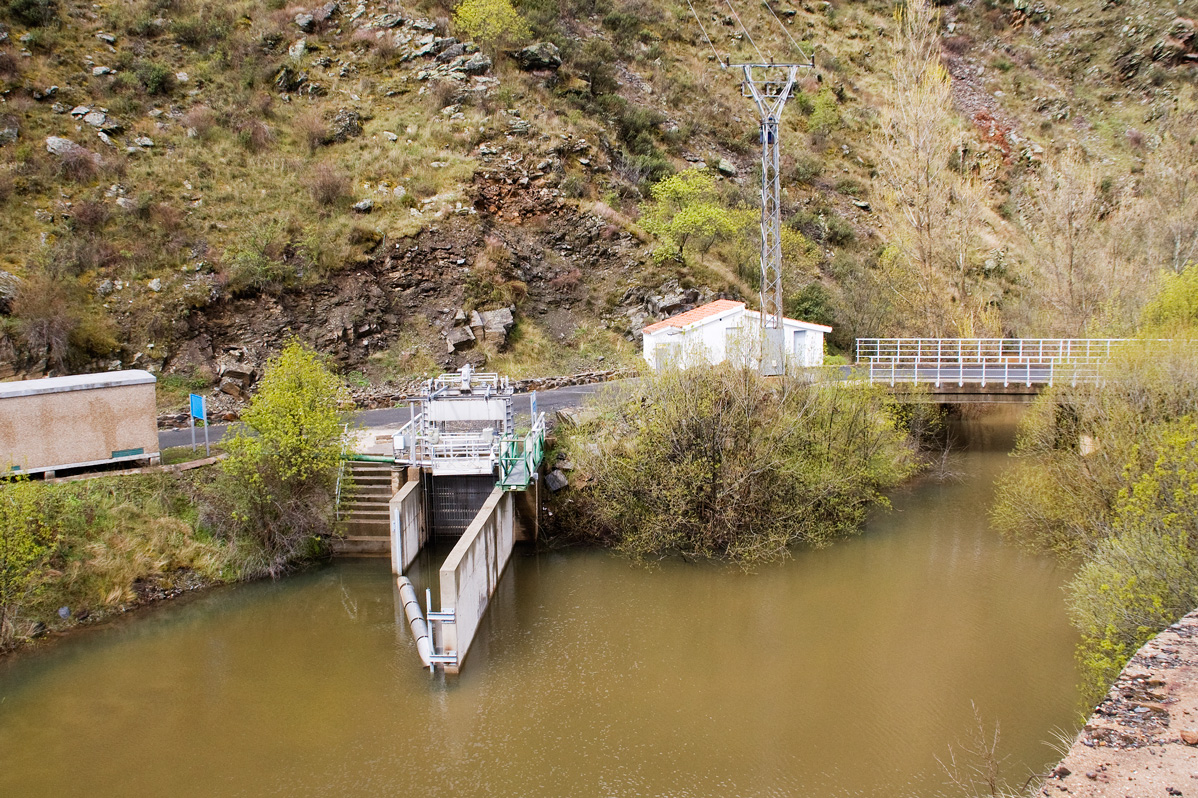
Moderno (año 2007) sistema antiflotantes en compuerta

Todas estas circunstancias han conducido a que el rendimiento obtenido de este canal sea muy reducido. Solo puede utilizarse después de que el embalse de Beleña se encuentre casi lleno, además hay que cortar la entrada a él cuando el agua que se introduce se enturbia en exceso. Para este fin se han instalado turbidímetros y cámaras que permiten la observación desde la sala de control de Madrid. Además cuando las circunstancias permiten la extracción de agua suele coincidir con el momento en que el embalse de El Vado también se ha llenado, dada la escasa capacidad de regulación que tiene en relación con el caudal del Jarama, por lo que, en esas circunstancias, si se trasvasa agua del Sorbe, se vierte agua del Jarama.
En el año 2007 se instaló en la compuerta de entrada un mecanismo para evitar que los flotantes arrastrados obstruyeran la rejilla de entrada a este canal.
En el BOE del 24 de enero de 2014 se ha publicado una resolución de la Secretaría de Estado de Medio Ambiente, sobre la valuación de impacto ambiental del proyecto Actuaciones de mejora en la obra de toma del canal del Sorbe en el embalse del Pozo de los Ramos. El proyecto consiste en prolongar el canal unas decenas de metros para salvar el cauce del citado arroyo y evitar la entrada de sus aguas al canal. Se desconoce actualmente (año 2014) la fecha de ejecución de estas obras y si realmente se realizarán.

Con fecha 8 de marzo de 2018 se ha publicado en el Boletín Oficial de la Comunidad de Madrid la convocatoria del contrato para efectuar dichas obras, con un importe neto de : 1.362.785,69 euros, IVA excluido.

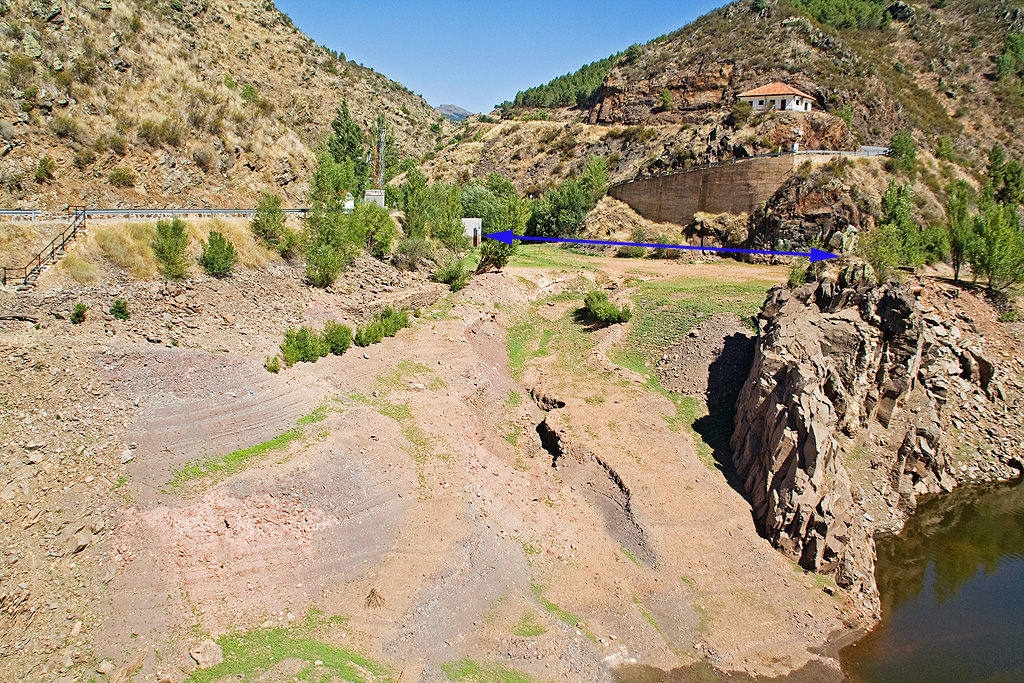
Prolongación proyectada del canal del Sorbe para evitar las turbias del arroyo de Almiruete